# Eudòcia de Pamfília
Eudòcia (en llatí: Eudocia, en grec antic: Εὐδοκία)) és el nom d'una ciutat de l'Àsia Menor, a Pamfília, no gaire lluny de Termessos, esmentada per Hièrocles al Synecdemus.